# Bernat Ató V Trencavell
Bernat Ató V Trencavell († 1159) va ser vescomte de Nimes (1129-1159) i d'Agde (1150-1159). Era de la família Trencavell. Era el tercer fill de Bernat Ató IV Trencavell, vescomte d'Agde, Albi, Besiers, Carcassona i Nimes, i de Cecília de Provença.

## Biografia
Quan va morir el seu pare, va compartir els seus vescomtats amb els seus germans grans, Roger de Besiers i Ramon Trencavell, i va rebre Nimes. Va rendir homenatge a Alfons Jordà, comte de Tolosa, tot i que aquest, en voler vincular els seus dominis tolosans amb els seus dominis provençals, va intenta més tard ocupar i controlar Nimes sense èxit.
Pel seu testament de 1159, realitzat uns dies abans de la seva mort, el seu germà Roger va llegar els seus vescomtats de Carcassona, Albi i Rasés al seu altre germà Ramon. En virtut d'un acord que es va produir una mica més tard el mateix any, Ramon va cedir el vescomtat d'Agde a Bernat Aton.
El 1154 va cedir el castell de Bernis a Elzear de Sauva com a feu, en presència d'Aldebert, bisbe de Nimes, i de Ramon, bisbe d'Usès. Una donació feta el 1159 a l'abadessa Aibilina del monestir de Sant Salvador de la Font de Nimes, en presència d'Aldebert, bisbe d'aquesta ciutat, i de la vescomtessa Guillemeta (esposa de Bernat Ató IV), demostra que aquesta última ja era vídua.

## Núpcies i descendència
Abans del 1146 es va casar amb Guillemeta de Montpeller, filla de Guillem VI, senyor de Montpeller, i de Sibil·la de Saluces. D'aquest matrimoni en va sortir un fill:
- Bernat Ató VI Trencavell († 1163), vescomte de Nimes i d'Agde.[2]

| Precedit per             | Títol                         | Succeït per              |
| ------------------------ | ----------------------------- | ------------------------ |
| Roger IV de Carcassona   | Vescomte d'Agde (1150-1159)   | Bernat Ató VI Trencavell |
| Bernat Ató IV Trencavell | Vescomte de Nimes (1129-1119) | Bernat Ató VI Trencavell |